# Homo neanderthalensis
Homo neanderthalensis King, 1864, comunemente detto uomo di Neandertal o uomo di Neanderthal, è un Homo strettamente affine a Homo sapiens che visse nel periodo Paleolitico medio, compreso tra 200 000 e 30 000 anni fa. Prende il nome dalla valle di Neander (Neandertal in tedesco) presso Düsseldorf in Germania, dove vennero ritrovati i primi resti fossili.
Era in possesso di tecnologie litiche elevate e aveva un comportamento sociale piuttosto avanzato, al pari degli H. sapiens di diversi periodi paleolitici. Convissuto nell'ultimo periodo della sua esistenza con lo stesso Homo sapiens, scomparve in un tempo relativamente breve, evento che costituisce un enigma scientifico oggi attivamente studiato.

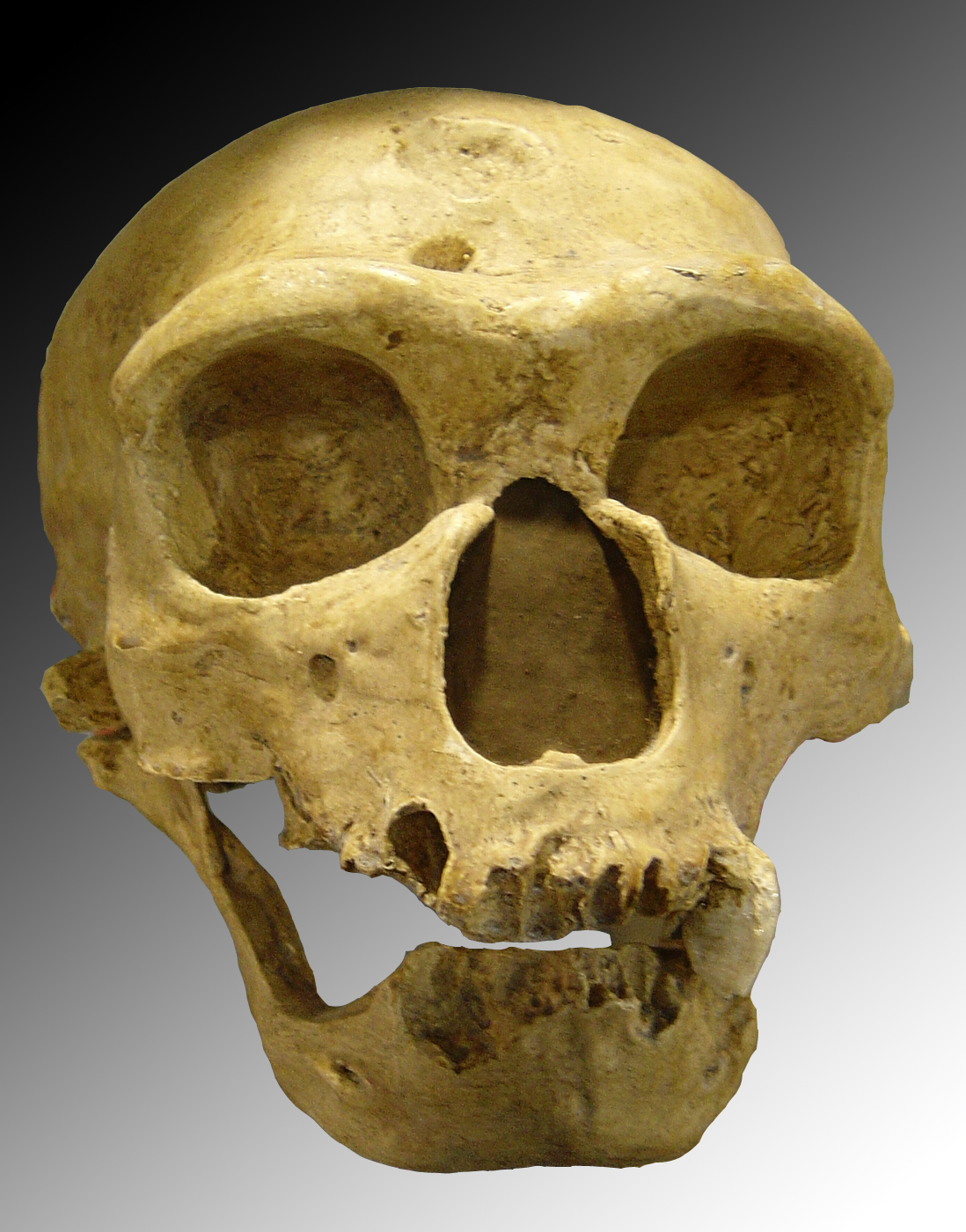
Copia del cranio de la Chapelle aux saints in norma frontale.

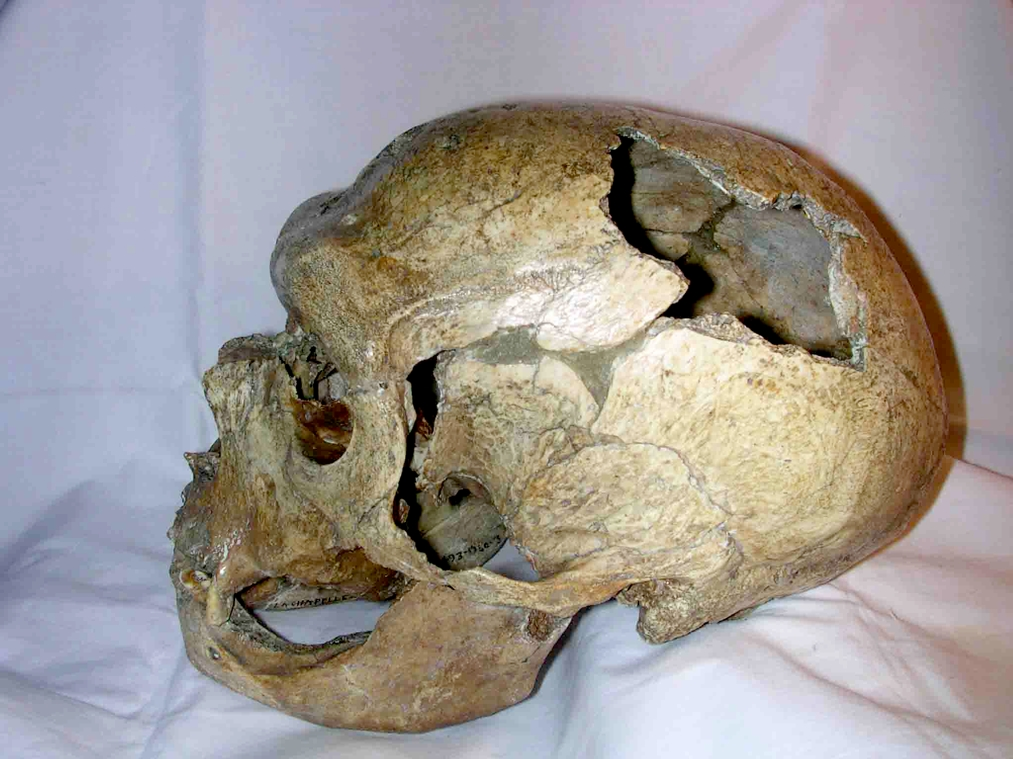
Il cranio de la Chapelle aux saints in norma laterale.

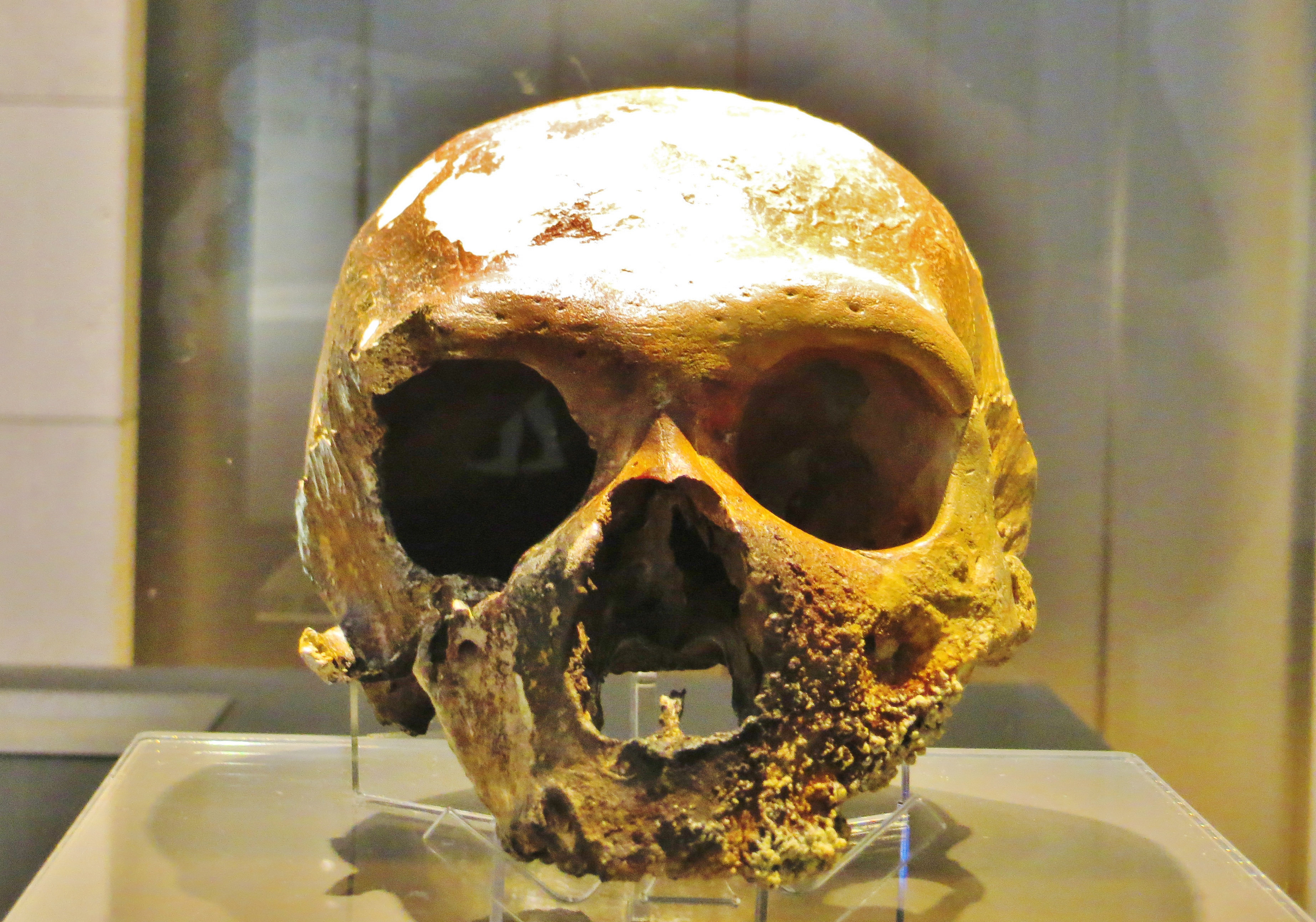
Il cranio di Homo neanderthalensis rinvenuto nel Monte Circeo (Lazio), esposto al MUSE di Trento.

## Storia della ricerca
I resti che diedero il nome alla specie furono scoperti nell'agosto 1856 da scavatori di calcare in una grotta denominata "Kleine Feldhofer" nella valle di Neander, nei pressi della località di Feldhof in Germania. I reperti, inizialmente creduti dagli scavatori ossa d'orso, furono riconosciuti da Johann Carl Fuhlrott, locale insegnante e studioso di storia naturale, come appartenenti a una nuova specie del genere Homo. Della scoperta dei fossili venne dato annuncio ufficiale solo il 4 febbraio 1857. I resti rinvenuti consistevano nella parte superiore del cranio, alcune ossa, parte dell'osso pelvico, alcune costole e ossa del braccio e della spalla.
In precedenza erano stati scoperti altri fossili; infatti già nel 1829, nella Grottes d'Engis, nel comune di Flémalle in Belgio, venne trovato parte di un cranio di un bambino tra i due e tre anni di età. Il reperto, scientificamente noto come Egis 2, però venne riconosciuto come non umano soltanto nel 1836. Nel 1848 a Gibilterra venne trovato un cranio adulto, poi battezzato Gibraltar 1, ma la sua esistenza rimase sconosciuta alla scienza fino al 1864, quando venne riconosciuto come appartenente a un individuo Neandertal.
Inizialmente, non ci fu concordanza nella comunità scientifica che i resti appartenessero a una specie distinta da quella dell'uomo moderno; alcuni avanzarono l'ipotesi che i resti appartenessero a un individuo affetto da un qualche tipo di patologia. Solo successivamente, dopo che nel 1859 Charles Darwin ebbe pubblicato L'origine delle specie, e nel 1886 reperti dello stesso genere furono ritrovati nella Grotta di Spy in Belgio, l'ipotesi di ossa appartenenti a un individuo affetto da patologia fu abbandonata.
Altri rinvenimenti importanti vennero fatti a Krapina in Croazia nel 1899 da Dragutin Gorjanovic-Kramberger, che rinvenne oltre novecento reperti attribuibili a circa ottanta individui alcuni dei quali risalenti a 125 000 anni fa e nel 1908 in Francia a La Chapelle-aux-Saints da un team di ricercatori, che rinvennero lo scheletro di un uomo molto ben conservato in posizione rannicchiata, che lo fa ritenere il primo luogo di sepoltura neandertaliano mai scoperto, risalente a 50 000 anni fa.
I primi rinvenimenti di Neanderthal in Italia risalgono al 1929, quando casualmente in una cava di ghiaia a Roma fu ritrovato il cranio del cosiddetto Uomo di Saccopastore, cui si aggiunse nel 1935 il cranio di un secondo uomo di Neandertal.
Nel secondo dopoguerra emersero ancora altri resti importanti; tra il 1953 e il 1960 nella grotta di Shanidar in Iraq vennero scoperti nove scheletri di uomini di Neandertal, risalenti a un periodo compreso tra i 70 e i 40 000 anni fa e nel 1979, a La Roche à Pierrot vicino al villaggio di Saint-Césaire in Francia, uno scheletro completo risalente a 35 000 anni fa.
Il sito più settentrionale che testimonia la presenza di neandertaliani è quello di Salzgitter-Lebenstedt, scoperto nel 1953 in Germania, rilevante anche per comprendere le abitudini di caccia dei neandertaliani.
Nel 1983 la scoperta che il fossile neandertaliano denominato Kebara 2 presentasse un osso ioide - utilizzato nel processo di fonazione, ha permesso di ipotizzare che i Neanderthal fossero in grado di parlare.
Nel 1993, nella grotta di Lamalunga presso Altamura, fu scoperto uno scheletro completo attribuibile a questa specie, interamente fossilizzato e inglobato nella calcite successivamente precipitata, datato a un intervallo di tempo compreso tra i 130 000 e i 172 000 anni fa, noto anche come Uomo di Altamura.
Secondo uno scavo archeologico condotto dal 1989 al 2021 nella Gruta da Oliveira, un anfratto largo 30 metri quadrati e alto 6 ubicato nel Portogallo centrale, i Neanderthal erano capaci di gestire il fuoco per cuocere i cibi, per cucinare e per difendersi. Oltre a ciò, è stato accertato che i Neanderthal "padroneggiavano il pensiero simbolico, producevano oggetti artistici, sapevano prendersi cura del proprio corpo usando ornamenti e avevano una dieta estremamente variegata."
A partire dal 2008, da quanto nella grotta di Denisova nella Siberia russa è stato ritrovato il fossile del dito dell'individuo che è diventato l'olotipo dell'Homo di Denisova, studi genetici sul DNA hanno dimostrato che le migrazioni dei Neanderthal tra l'Eurasia orientale e quella occidentale si verificarono intorno a 120 000 anni fa, e che individui delle due specie si frequentavano, avendo così occasione di ibridarsi, come dimostra il frammento osseo denominato Denisova11, che analizzato è stato attribuito ad un bambino che aveva una madre Neanderthal e un padre Denisova.

## Evoluzione
Molto si è dibattuto a partire dalla seconda metà del XX secolo, e ancora si dibatte, se l'uomo di Neandertal sia da considerare una sottospecie estinta di Homo sapiens (denominata Homo sapiens neanderthalensis), una specie autonoma (Homo neanderthalensis) . Il dibattito è tornato di attualità a seguito degli studi genetici sul DNA antico, che hanno documentato l'ibridazione tra H. sapiens e H. neanderthalensis. L'ibridazione, la coesistenza nel paleolotico superiore, ed una possibile convergenza culturale, sono gli elementi che supportano la tesi dei neanderthaliani come sottospecie, divergenze morfologiche significative e il riferimento a una tassonomia biologica più flessibile, supportano invece la tesi di due specie distinte.
La periodizzazione della specie è ancora fortemente dibattuta, ma appare documentata da fossili risalenti a un periodo compreso tra i 200 000 anni fa, nei siti di Biache-Saint-Vaast, Fontéchevade e La Chaise-de-Vouthon in Francia, e intorno a 30 000 anni fa, dai fossili della Grotta del Boquete, in Andalusia in Spagna e della grotta di Vindija in Croazia.
Le datazioni tramite spettrometria di massa di reperti provenienti dagli scavi di Vindija hanno stimato a 28 000 anni i reperti più recenti, ma datazioni successive ricollocano tale datazione a 32 000 anni.
L'areale principale della specie si situa tra l'Europa e l'Asia e più limitato in Africa.
L'evoluzione che ha condotto alla comparsa dei Neandertaliani o «neandertalizzazione» è stata lenta e progressiva, da gruppi europei isolati (Homo erectus, Homo georgicus, Homo antecessor). Può essere seguita partendo dai pre-Neandertaliani e a seguire fino ai Neandertaliani recenti.
I pre-Neandertaliani antichi
La prima tappa corrisponde a fossili generalmente attribuiti a Homo heidelbergensis, possibile antenato, secondo alcune teorie anche degli H. sapiens moderni: è il caso della mandibola di Mauer (−609 000 ± 40 000 anni), trovata vicino a Heidelberg in Germania, dell'Uomo di Tautavel (570 000-400 000 anni), rinvenuto nella grotta dell'Arago, nel comune di Tautavel, nei Pirenei Orientali in Francia, o del cranio di Petralona, vicino Salonicco in Grecia, anche se la datazione e l'attribuzione di questo ritrovamento è ancora molto dibattuta.
I pre-Neandertaliani recenti
La tappa successiva è evidenziata dai 28 fossili umani ritrovati nella sima de los Huesos a Atapuerca nella provincia di Burgos in Spagna, datati a 430 000 anni fa, dal teschio di Steinheim, nella Renania Settentrionale-Vestfalia in Germania, datato a −350 000 anni e dai fossili umani di Swanscombe nel Kent in Inghilterra, datati a −300 000 anni.
I Neandertaliani antichi
I successivi fossili con tratti innegabilmente Neandertaliani hanno un'età compresa tra −250 000 e −110 000. Si può citare il cranio Biache-Saint-Vaast in Francia, databile a −175 000 ± 13 000 anni, i resti de la Chaise in Francia, i più antichi dei quali databili a −175 000, la mandibola di La Chaise-de-Vouthon in Francia databile a −166 000 anni, i crani di Saccopastore a Roma databili a −130 000 anni o l'abbondante materiale di Krapina in Croazia, il più antico dei quali riferibili a −125 000 anni.
I Neandertaliani classici
I Neandertaliani tipici, con caratteri derivativi più marcati hanno un'età compresa tra −100 000 anni e −28 000 anni, data degli ultimi rinvenimenti fossili e presumibilmente della loro sparizione.

## Estinzione
Sulla estinzione dell'H. neanderthalensis nel corso del tempo sono state elaborate numerose teorie, aggiornatesi in conseguenza delle più recenti scoperte dell'analisi genetica del DNA antico, che hanno attestato l'ibridazione tra Neanderthal e primi esseri umani moderni europei (EEMH - European early modern humans in inglese), almeno a partire da 45 000 anni fa, sia che se ne faccia derivare l'assimilazione genetica dei H. neanderthalensis, sia che ne sia derivato un vantaggio competitivo per gli H. sapiens. 
Le diverse ipotesi sulle cause dell'estinzione, teorizzano una lenta ibridazione con H. sapiens moderni, oppure una vera e propria eliminazione fisica (genocidio), competizione, selezione sessuale, o degli effetti del cambiamento climatico che avrebbe ridotto lo spazio vitale di questa popolazione. Certamente la lunga coesistenza di uomo di Neandertal e uomo moderno pongono sul tavolo della discussione molti problemi irrisolti e l'argomento è in costante riscrittura; anche in considerazione del vasto ambito territoriale in cui si è realizzata la coesistenza tra specie, appare probabile che l'estinzione dei Neanderthal sia un evento che si è realizzato in tempi diversi a seconda delle aree geografiche considerate. 
È del 2005 la teoria che ipotizza che l'H. neanderthalensis si sia "scontrato" con la cultura dell'H. sapiens, che si basava su tecniche "avanzate" di commercio, con conseguente maggior tempo libero rispetto a una cultura basata sulla caccia. Il tempo libero ottenuto avrebbe permesso lo sviluppo di specializzazioni non strettamente legate alla sussistenza, come quelle legate alla costruzione di utensili sempre più complessi, o quelle dedicate all'arte. La complessità e la versatilità di una tale cultura avrebbe avuto esito fatale per la più "tradizionale" cultura dei Neandertal.
Successivamente è stata proposta la tesi secondo cui la principale causa di estinzione fu la mancata suddivisione dei lavori tra i sessi. I più organizzati H. sapiens, più efficientemente, poterono competere affidando alle donne compiti stanziali e meno gravosi, affidando ai maschi i ruoli di cacciatori e approvvigionatori di materiali. La prole, protetta e anch'essa stanziale, avrebbe avuto più possibilità di sopravvivenza.
Un'altra ipotesi sulla loro estinzione, fa riferimento invece ai drastici cambiamenti nella composizione della magnetosfera terrestre, dovuti all'azione di forti variazioni del campo magnetico terrestre, con conseguente variazione della radiazione solare che avrebbe comportato, a sua volta, mutazioni negative per la specie, fino a portarla all'estinzione.

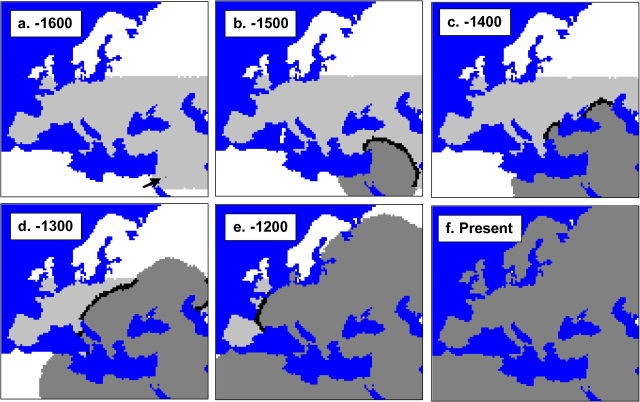
Mappe che simulano la progressiva espansione in Europa dell'uomo moderno a partire dal Vicino Oriente. L'areale dell'uomo moderno è colorato in grigio scuro e quella dell'uomo di Neandertal in grigio chiaro, i numeri indicano la distanza temporale stimata in numero di generazioni trascorse.

Nel campo delle teorie del rimpiazzamento si evidenziano le differenti caratteristiche fisiche tra H. neanderthalensis e H. sapiens. Se il fisico dei primi era strutturato per esprimere al meglio la forza, mentre quello di alcuni, ma non tutti, gli H. sapiens loro contemporanei come i Cromagnonoidi, grazie alle gambe più lunghe e al bacino più stretto e compatto, privilegiava le capacità di resistenza nella corsa. Quindi quei H. sapiens sarebbero stati più resistenti nel percorso di lunghe distanze, ma svantaggiati nella forza fisica e nella lotta. L'altra caratteristica che si pensava differenziasse H. sapiens e H. neanderthalensis, ossia la diversa alimentazione, con i primi marcatamente onnivori e i Neandertal carnivori, si è variamente rivelata parziale e dipendente esclusivamente da singole situazioni. Entrambi ad esempio erano specie ben adattate agli ambienti costieri con un'alimentazione basata su frutta e verdura, prodotti della pesca, raccolta di molluschi e caccia.
Per un'altra ipotesi, gli H. sapiens avrebbero rimpiazzato gli H. neanderthalensis in conseguenza della loro differente cultura, che avrebbe quantomeno favorito, se non il rimpiazzamento tra le due specie. La teoria rimarrebbe valida, anche nel caso di una reciproca influenza culturale, in considerazione di una supposta maggiore numerosità dei H. sapiens, o della loro capacità di trarne maggiori vantaggi in termini evolutivi.
Soggetta a periodiche discussioni è anche la capacità dei Neandertal di cacciare grosse prede (come la megafauna); mentre esistono prove che anche i più antichi esponenti della nostra specie utilizzassero zagaglie e altri ordigni da lancio, non si sa se altrettanto facessero i Neandertal, i quali avrebbero pertanto dovuto aggredire le prede (e eventuali nemici) da distanza ravvicinata, esponendosi a maggiori rischi per la propria incolumità. I Neandertal, almeno alcune popolazioni, erano comunque prettamente carnivori e superpredatori.
Per un'altra ipotesi il cambiamento climatico potrebbe aver ridotto lo spazio vitale di questa popolazione, a vantaggio dell'H. sapiens, più adatto a sopravvivere nel mutato clima europeo. L'ipotesi non è però suffragata dai dati climatici a disposizione, che dimostrano come, dopo un forte cambiamento ambientale iniziale registratosi tra 90 e 69 mila anni fa, in tutta Europa fino all'epoca della loro estinzione, persistevano vaste aree altamente adatte all'occupazione dei Neanderthal.

## Distribuzione territoriale

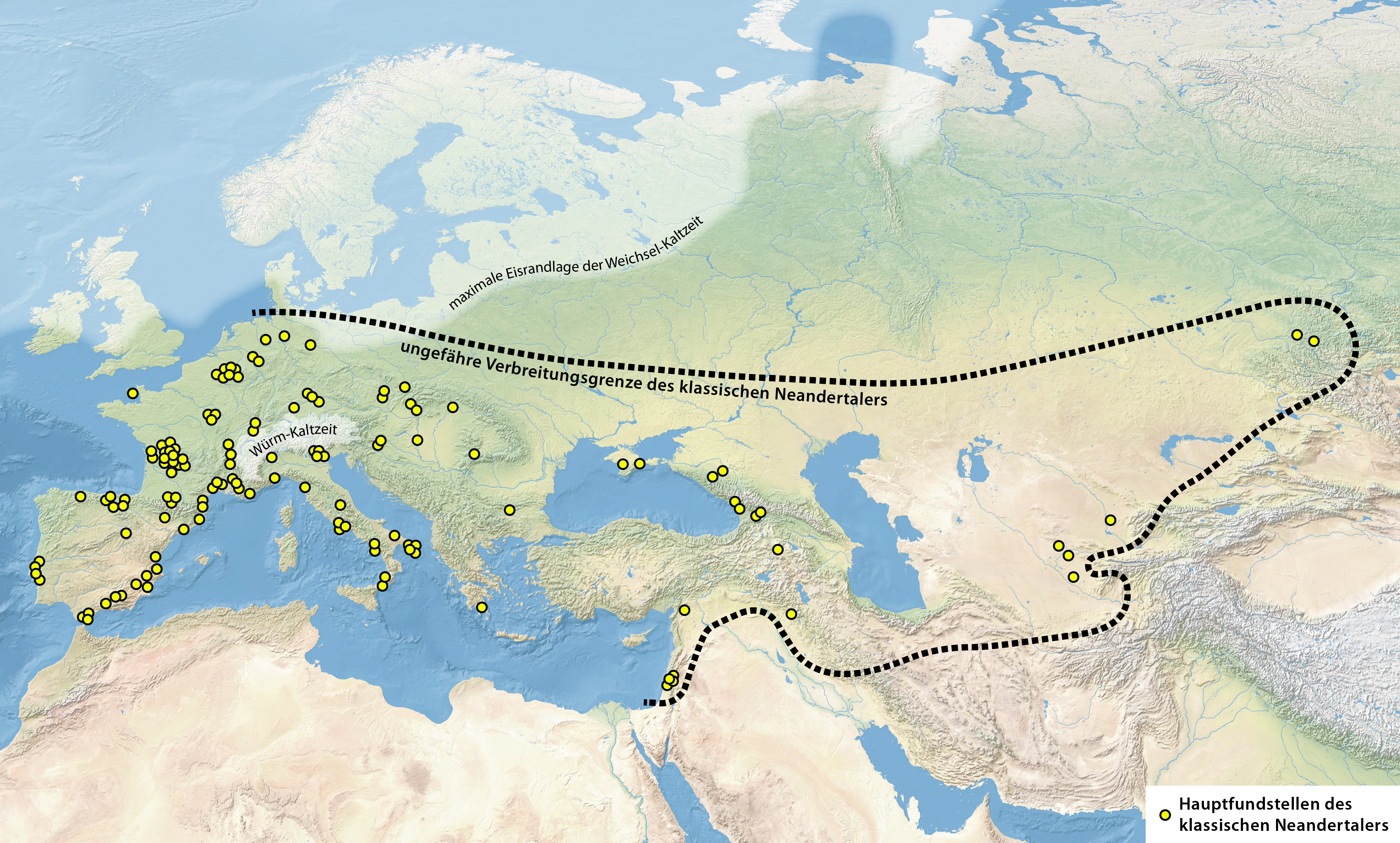
Mappa dei ritrovamenti di Homo neanderthalensis, la linea tratteggiata rappresenta l'areale approssimativo dei Neandertaliani classici. In bianco, la massima espansione della glaciazione weichseliana e di quella Würm

L'uomo di Neandertal è originario dell'Europa occidentale e centrale, poi emigrato sulla via del Medio Oriente, sugli attuali territori di Iraq, Siria e d'Israele, con pochi individui fino in Asia centrale (Uzbekistan) e in Siberia. 
Sono oltre 100 i siti archeologici che hanno dato evidenza della loro presenza, la maggior parte dei quali si trovano in Europa.

## Antropologia fisica
Molto ma non tutto si può dire del vero aspetto di questo ominide ricostruendolo dai suoi resti fossili. La scienza contemporanea ha messo a punto varie tecniche per la ricostruzione delle parti non fossilizzabili, i tessuti molli, a partire da elementi quali le inserzioni tendinee sulle ossa, le linee di forza sulle stesse, i livelli di consunzione dei denti e altro ancora. La biologia molecolare ha poi fornito ulteriori elementi per valutare l'espressione genica di caratteri non conservabili, appunto come il colore dei capelli.
Quella che segue è una lista di tratti fisici che distinguono i Neandertal dagli esseri umani moderni; comunque, non tutti possono essere utilizzati per distinguere specifiche popolazioni di Neandertal, provenienti da varie aree geografiche o periodi di evoluzione, da altre specie di uomini estinte. Inoltre, molti di questi tratti si manifestano occasionalmente negli uomini moderni, specialmente tra certi gruppi etnici. Non si sa ancora nulla riguardo al colore della pelle o alla forma di parti morbide come gli occhi, le orecchie e le labbra dei Neandertal, se non per modellistica.
Comparati ai moderni esseri umani i Neandertal erano di costituzione più robusta e avevano caratteri morfologici distintivi, specie per quanto riguarda il cranio, che gradualmente accumulava più aspetti derivati (in senso cladistico), specialmente in regioni geografiche relativamente isolate.
Recenti studi, basati sull'analisi di alcune sequenze geniche di mtDNA, suggeriscono che, senza arrivare a parlare di sottospecie, vi fu sicuramente una suddivisione in tre (o forse quattro, ma il metodo non riesce ancora a chiarire quest'ipotesi) diversi grandi gruppi di popolazioni. La reale esistenza dei gruppi sud-europeo (sud-iberico, subalpino, balcanico), centro-est europeo (dalla zona nord-iberica fino al mar Caspio) e medio-asiatico (fino ai confini orientali kazaki) in precedenza era stata frequentemente messa in discussione sulla base dei soli reperti fossili.
L'aspetto fisico esteriore del neandertaliano classico, alla luce delle conoscenze attuali, notevolmente incrementatesi rispetto alle prime ipotesi ed estrapolazioni otto-novecentesche, è quello di un uomo di altezza medio-bassa (1,60 m) perfettamente eretto e muscolarmente molto robusto, con un rapporto superficie/volume inferiore a quello delle altre specie di uomini, il che comporta una minore dispersione di calore e quindi una maggiore resistenza alle basse temperature, proprie del continente europeo.
La seguente tabella è una sintesi, con integrazioni, della review su Sc. American di E. Trinkaus & W.W. Howells sul Neandertal.
| Cranico | Post-cranico |
| --- | --- |
| Fossa soprainiaca, una scanalatura sopra l'inion o linea superiore della nuca.                                                      | In genere sensibilmente robusto, ma H. sapiens coevi erano similmente robusti.                                                                             |
| Bozzo occipitale, una protuberanza dell'osso occipitale.                                                                            | Estremità delle dita (tuberosità) larghe e arrotondate, inserzioni robuste dei relativi tendini.                                                           |
| Prognatismo, margine del I molare più avanzato dello zigomo                                                                         | Gabbia toracica tendenzialmente cilindrica |
| Teschio basso piatto (platicefalia) ed elongato antero posteriormente                                                               | Rotule grandi |
| Base cranica piatta, vista posteriormente di forma tondeggiante, contrapposta a quella di H. sapiens, pentagonale                   | Ossa del collo lunghe |
| Toro sopraorbitale, un'arcata sopraciliare prominente, trabecolata (spongiforme)                                                    | Scapola con cavità dorsale, contrapposta a quella moderna con cavità in prevalenza (4/5) ventrale, per una migliore inserzione del muscolo piccolo rotondo |
| 1200-1750 cm³ di capacità cranica (10 % maggiore della media umana attuale)                                                         | Femore spesso e incurvato, indicante una buona potenza muscolare                                                                                           |
| Mento osseo poco prominente, in realtà spesso mascherato dal prognatismo; negli esemplari più recenti il carattere non si evidenzia | Tibia e fibula corte, idem radio e ulna |
| Cresta del processo mastoideo dietro l'apertura auricolare                                                                          | Osso pubico di entrambi i sessi gracile e allungato (ramo pubico superiore), probabile aumento dimensionale del canale del parto                           |
| Nessuna scanalatura sui denti canini                                                                                                | Espansione delle superfici articolari dell'astragalo |
| Diastema posteriore al terzo molare, conseguenza dell'allungamento mascellare                                                       | Robuste inserzioni muscolari sull'arcata plantare del piede (forte spinta nella corsa)                                                                     |
| Proiezioni ossee ai lati dell'apertura nasale                                                                                       | |
| Particolare forma del labirinto, nell'orecchio interno                                                                              | |
| Grande forame mandibolare per il circolo ematico fornito di ponte osseo, negli H. sapiens in genere di doccia.                      | |
| Naso ampio ma non schiacciato | |

### Corporatura

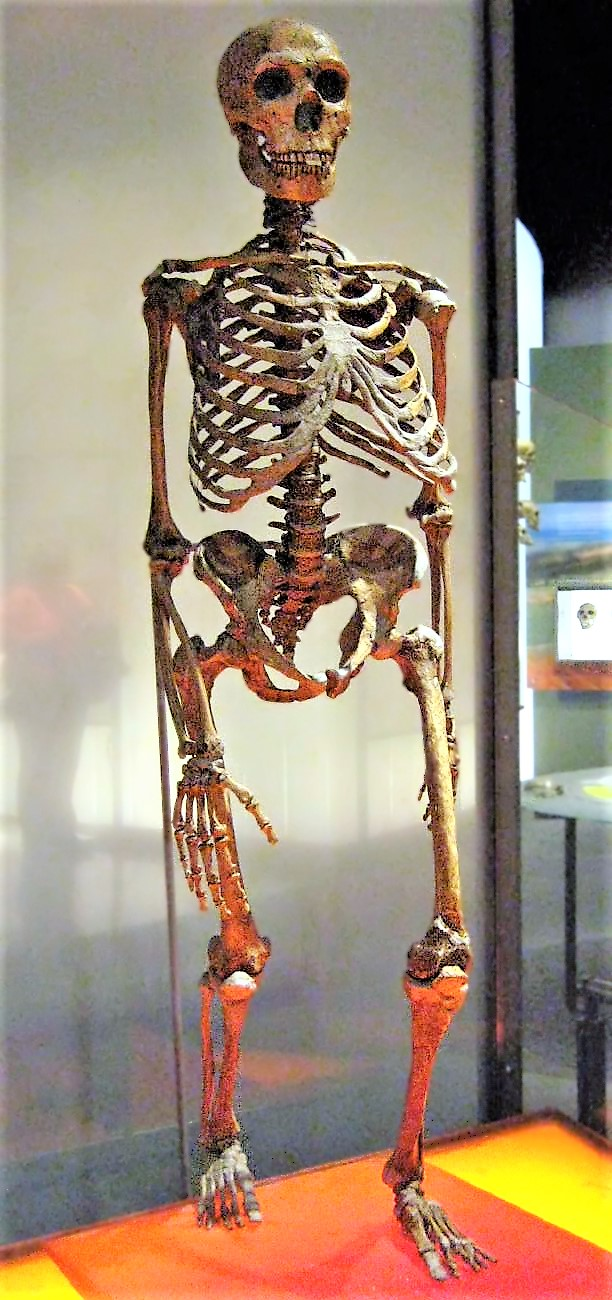
Scheletro di Homo neanderthalensis

I Neanderthal avevano corporature più robuste e tozze rispetto ai tipici esseri umani moderni, gabbie toraciche più larghe e a forma di botte, e un bacino più ampio; di conseguenza gli avambracci e le gambe erano proporzionalmente più corti.
La statura media, in base a quarantacinque ossa lunghe di almeno quattordici maschi e sette femmine, era di circa 164-168 cm per i maschi e circa 152-156 cm per le femmine, con una distribuzione delle altezze compresa tra 147,5 e 177 cm.
Per avere un termine di paragone, l'altezza media di 20 individui maschi e 10 femmine di Homo sapiens del paleolitico superiore, è rispettivamente di 176,2 cm e 162,9 cm..
I campioni di ventisei esemplari studiati nel 2010 mostrano un peso medio di 77,6 kg per i maschi e 66,4 kg per le femmine. Prendendo a riferimento un peso di 76 kg, l'indice di massa corporea per i maschi di Neanderthal viene calcolato tra 26,9 e 28,2 kg/m², che negli esseri umani moderni è correlato al sovrappeso; comunque una costruzione molto robusta per i Neandetertal.
Le vertebre del collo dei Neanderthal sono più spesse nella parte anteriore rispetto a quella posteriore, e trasversalmente sono più spesse rispetto a quelle della maggior parte degli esseri umani moderni, forse come adattamento a una diversa forma e dimensione della testa, che conferisca loro stabilità.
Sebbene la gabbia toracica dei Neanderthal fosse di dimensioni simili a quelle dei moderni esseri umani, le costole più lunghe e più dritte, potrebbero indicare un torace allargato nella parte mediana-inferiore, con conseguente respirazione più forte in questa parte del torace, e quindi una loro maggiore capacità polmonare. Si stima che la capacità polmonare del Neandertal noto come Kebara 2, ritrovato nella grotta di Kebara in Israele, fosse di 9,04 L, rispetto alla capacità umana media di 6 L per i maschi e 4,7 L per le femmine. Il torace dei Neanderthal doveva essere più pronunciato, ovvero più espanso dalla parte anteriore. L'osso sacro, dove il bacino si collega alla colonna vertebrale, era più inclinato verticalmente ed era posizionato più in basso rispetto al bacino, facendo sì che la colonna vertebrale fosse meno curva. Nelle popolazioni moderne, questa condizione colpisce solo una parte della popolazione ed è nota come lombarizzazione. In questo modo la colonna vertebrale avrebbero avuto una migliore flessione laterale (mediolaterale), supportando meglio la parte più ampia del torace inferiore.
I dati relativi alla lunghezza degli arti, alla massa corporea e all’altezza del tronco di reperti relativi a Neandertal europei, confrontati con i campioni di 15 uomini moderni e provenienti da varie aree geografiche (eschimesi, nordafricani, africani sub-sahariani ed europei), analizzati con tecniche statistiche, indicano che i Neanderthal europei avevano una forma corporea complessiva che rientra all'estremità della gamma di variazione dei moderni gruppi di latitudini più elevate, avvicinandoli ai moderni "eschimesi", tanto che quanti ipotizzano che la loro corporatura sia il risultato dell'adattamento ai climi freddi la definiscono “iperpolare” (hyperpolar in inglese). Questi dati sono stati confermati da successive analisi condotte sui resti di una donna neandertaliana, chiamata Palomas 96, che, sebbene sia stata ritrova nel più meridionale sito archeologico di Sima de las Palomas in Spagna, presentava la stessa forma corporea "iperpolare”.
Una successiva teoria ha spiegato le loro proporzioni corporee e la loro maggiore massa muscolare come adattamenti alla corsa veloce, sulla base dell'analisi del DNA, che indicava una percentuale maggiore di fibre muscolari a contrazione rapida nei Neanderthal rispetto a quella presente nell'uomo moderno (più adatto alla corsa di resistenza), e a causa delle evidenze che i Neanderthal preferivano aree boschive più calde rispetto alle più fredde steppe abitate dai mammut.

### Testa

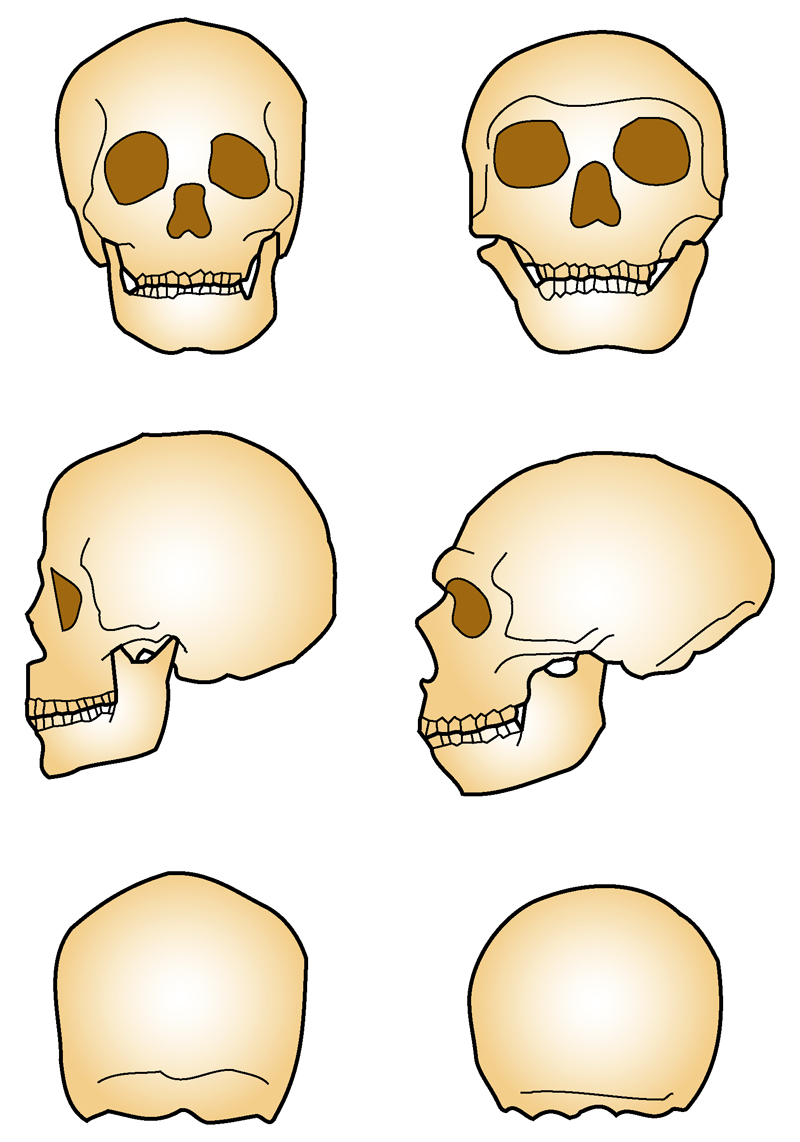
Raffronto tra cranio uomo moderno (sinistra) e cranio neandertaliano (destra)

La testa che rispetto a quella di un sapiens, risulta allungata antero-posteriormente, anche se si sovrappone in genere alla variabilità di H. sapiens, ha un volume cerebrale di 1500 cm³ in media, del 10 % superiore agli uomini attuali.
Rispetto all'uomo moderno il mento era meno sviluppato, sfuggente, la fronte era inclinata e il naso era più lungo, più largo e sporgente. Il cranio è tipicamente più allungato, ma anche più largo e meno globoso di quello della maggior parte degli esseri umani moderni, con un rigonfiamento osseo nella zona del foro occipitale, che sebbene possa comparire anche tra gli esseri umani moderni, è considerata tipica tra i Neandertal..
Il volto è caratterizzato da un prognatismo medio-facciale, per cui, rispetto agli esseri umani moderni, gli archi zigomatici si trovano in posizione più arretrata, mentre le ossa mascellari e nasali sono più avanzate.
Con il passare del tempo, in alcune zone e verso la fine del Paleolitico, si diffonde un tipo più gracile e con un mento osseo più pronunciato, mentre gli zigomi sono molto meno accentuati e le arcate sopraccigliari al contrario più sporgenti.
Secondo uno studio del 2013 i Neandertal avevano orbite oculari significativamente più grandi di quelle degli uomini moderni, a cui avrebbero corrisposto differenze a livello cerebrale, nella zona destinata all'elaborazione delle immagini. Ad esempio comparando il volume dell'area orbitale oculare, ai 34,15 cm³ medi neandertaliani, corrispondono i 29,51 cm³ medi dell'Homo sapiens.
Il naso e i seni paranasali erano più grandi e il naso anche più pronunciato, rispetto a quello dell'uomo moderno. È stato ipotizzato che sia stata la risposta evolutiva al bisogno di riscaldare e umidificare l'aria fredda, propria dei climi rigidi in cui vivano i Neanderthal, anche se permane l'ipotesi della deriva genetica per spiegarne l'evoluzione.
I Neanderthal avevano una mascella piuttosto grande, e si era ipotizzato, sulla base del forte consumo dei denti anteriori, che tale sviluppo fosse dipeso dalla grande forza del "morso"; ma l'ipotesi è stata abbandonata quando si sono osservati negli esseri umani contemporanei (ad esempio tra gli Inuit) modelli di usura dentale simili. Per un'altra ipotesi lo sviluppo della mascella sarebbe dipeso dalla maggior grandezza e resistenza dei loro denti.
Gli incisivi erano grandi e a forma di pala e, rispetto ai moderni esseri umani, c'era una frequenza insolitamente alta di taurodontismo, una condizione in cui i molari sono più voluminosi a causa della sovrabbondanza della polpa dentale. Anche in questo caso, l'ipotesi che tale caratteristica derivasse da un vantaggio evolutivo è stata abbandonata, e ora la si ritiene un prodotto della deriva genetica.

### Cervello

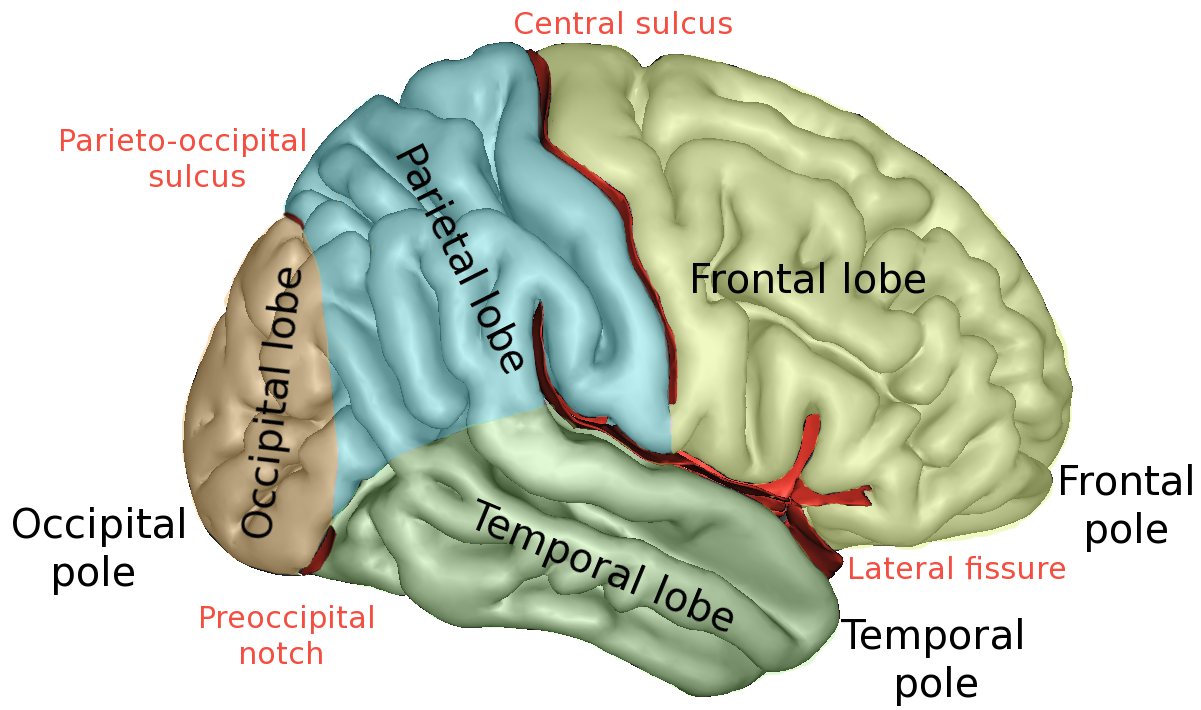
Uomo moderno: principali scissure e lobi cerebrali osservati lateralmente.

La scatola cranica di Neanderthal misura in media 1640 cm³ per i maschi, e 1460 cm³ per le femmine, dimensioni significativamente più grandi delle medie di tutti i gruppi di esseri umani oggi esistenti; per esempio, la scatola cranica dei maschi europei in media misura 1362 cm³, 1201 cm³ per le femmine. Uno studio condotto su un gruppo di 28 uomini moderni vissuti tra 190 000 e 25 000 anni fa, ha misurato che in media il volume della scatola cranica misurava 1478 cm³, facendo ipotizzare che questa sia andata diminuendo a partire dal paleolitico medio. Il cranio più voluminoso era quello del Neandertal noto come Amud 1, ritrovato nel 1961 nella grotta di Amud in Israele, con un volume di 1736 cm³.
Il cervello di Neanderthal sarebbe stato caratterizzato da lobi parietali relativamente più piccoli e da un cervelletto più grande. I cervelli dei Neanderthal hanno anche lobi occipitali più grandi, il che potrebbe implicare differenze nella proporzionalità delle regioni interne del cervello, rispetto all'Homo sapiens. I loro cervelli hanno anche lobi temporali più grandi, una corteccia orbitofrontale più ampia, e bulbi olfattivi più grandi, suggerendo potenziali differenze nella comprensione del linguaggio e nelle associazioni con le emozioni (funzioni temporali), nel processo decisionale (la corteccia orbitofrontale), e l'olfatto (bulbi olfattivi). I loro cervelli mostrano anche differenti tassi di crescita e sviluppo cerebrale. Queste diversità, sebbene minime, potrebbero essere alla base delle differenze tra neandertaliani e sapiens nel campo dei comportamenti sociali, dell'innovazione tecnologica e della produzione artistica.

### Pigmentazione
Secondo uno studio del 2001 condotto da ricercatori dell'università di Oxford, i caratteri quali i capelli rossi, la pelle chiara e le lentiggini, derivano dai Neandertal, in quanto riferibili a geni che risalgono ad almeno 50000 anni fa, tesi questa contrastata da chi non crede alla teoria dell'ibridazione delle specie.
Una tesi esposta nel 2006 e confermata nel 2007, basata su ricerche avanzate con tecniche di biologia molecolare, ipotizza che la specie, in Europa, abbia sviluppato individui di carnagione bianca con capelli rossi: il tipo di pigmentazione è in accordo con la scarsa irradiazione solare (ultravioletta) del territorio colonizzato, analogamente alla distribuzione geografica attuale della pigmentazione nei tipi umani. Ciononostante, si è evidenziato come la variabilità genetica della popolazione neandertaliana suggerisca una variabilità del fenotipo piuttosto ampia, analogamente a quella attuale di H. sapiens.

### Sviluppo fisico
Un'altra differenza secondo i paleoantropologi, potrebbe essere stata nella crescita: analizzando la crescita del primo molare comparata con quello della dentatura di Homo sapiens, si ritiene che i Neandertal crescessero più velocemente di quanto facciano gli uomini moderni, raggiungendo l'età adulta già a 15 anni. Questa crescita rapida, stando a quanto riportano gli esperti, è una caratteristica tipica dei primi ominidi. Tempi di sviluppo più rapidi, secondo gli studiosi, sembrano essere stati una necessità per una popolazione che viveva in terre molto fredde e inospitali, dove la mortalità infantile era molto elevata e l'aspettativa di vita breve.

## Cultura
Sull'evoluzione culturale di Homo neanderthalensis non vi è ancora una visione condivisa. A fronte di antropologi come Ian Tattersall, che non riconoscono il raggiungimento di livelli culturali che sconfinino dalla mera tecnologia e, in particolare, non condividendo il fatto che sia stata raggiunta la visione simbolica, intesa come dimensione simbolica nel senso psicologico, premessa a riti, arte e comportamenti relativi, vi sono invece indizi di comportamenti culturali avanzati.
L'uomo di Neanderthal inizia a evolvere in un contesto culturale acheuleano superiore, dove i manufatti bifacciali cambiano forma, migliorano la punta e diminuiscono di spessore.

### Struttura sociale

#### Dinamiche di gruppo
I Neanderthal probabilmente vivevano in gruppi più scarsamente distribuiti rispetto agli uomini moderni, ma si pensa che la dimensione del gruppo variasse in media tra i 10 e i 30 individui, come nel caso dei moderni cacciatori-raccoglitori. Prove attendibili che i Neanderthal vivessero in gruppo provengono dalla Cueva del Sidrón, in Spagna, e dalle impronte di Le Rozel, in Francia: la prima fu frequentata da un gruppo composto da 7 adulti, 3 adolescenti, 2 giovani e un neonato, mentre la seconda, grazie a evidenze basate sulla dimensione delle impronte, è stata frequentata da un gruppo composto da 10-13 membri, in cui giovani e adolescenti costituivano il 90 % del totale.
Nel 2022, nella grotta di Chagyrskaya nei monti Altaj della Siberia meridionale in Russia, sono stati ritrovati resti della prima famiglia di Neanderthal conosciuta, composta da sei adulti e cinque bambini. I componenti della famiglia, che comprendeva un padre, una figlia e quelli che sembrano essere cugini, molto probabilmente sono morti insieme, presumibilmente per fame.
I denti di un bambino di Neanderthal analizzati nel 2018 hanno dimostrato che è stato svezzato dopo 2 anni e mezzo, come i moderni cacciatori-raccoglitori, e che è nato in primavera, il che è coerente con gli esseri umani moderni e gli altri mammiferi, i cui cicli di nascita coincidono con i cicli ambientali. Sulla base dell'evidenza di diverse malattie o disturbi derivanti da un forte stress in età infantile, come la crescita stentata, si è ipotizzato che i bambini di entrambi i sessi fossero messi al lavoro subito dopo lo svezzamento; per un'altra ipotesi, raggiunta l'adolescenza, un ragazzo poteva esser coinvolto nella caccia di selvaggina grande e pericolosa. Per contro è stato notato che il trauma osseo dei Neandertaliani è paragonabile a quello rilevabile presso i moderni Inuit, il che suggerisce, più che una malattia, un'infanzia simile tra i due diversi gruppi umani. Peraltro, l'arresto rilevato nella crescita dei bambini, potrebbe essere spiegato come il risultato di inverni rigidi e periodi di scarsa disponibilità di cibo.
I siti che presentano prove della presenza di non più di tre individui possono esser stati frequentati da famiglie nucleari o da gruppi temporanei per gruppi riunitisi per compiti particolari, come una battuta di caccia. Gruppi di cacciatori probabilmente si spostavano tra specifiche grotte a seconda della stagione, tornando negli stessi luoghi generazione dopo generazione. Alcuni siti potrebbero essere stati utilizzati in questo modo per oltre 100 anni. Sebbene gli orsi della caverne si siano estinti successivamente ai Neanderthal, il loro declino a partire da 50000 anni fa, potrebbe indicare che fossero in competizione per gli spazi abitativi con i Neanderthal.
Sebbene i Neanderthal siano generalmente considerati abitanti delle caverne, sono stati ritrovati insediamenti all'aperto vicino a sistemi di grotte abitate che potrebbero indicare un certo grado di adattamento o mobilità tra ripari in grotte e basi all'aperto in quest'area, come nel caso di insediamenti stabili all'aperto ritrovati nel sito di Ein Qashish in Israele. Per un'altra ipotesi, i siti neanderthaliani all'aperto sono interpretati come siti funzionali alla caccia e alla macellazione piuttosto che a scopi abitativi.

#### Relazioni inter gruppo
È stato calcolato che perché una popolazione autosufficiente eviti le conseguenze della consanguineità, questa debba consistere di almeno 450-500 individui, il che richiederebbe che si formino tra gli 8 e i 53 gruppi che interagiscono tra di loro, ma questa stima potrebbe essere più ampia se si dimostrasse la bassa densità di popolazione neandertaliana.
L'analisi del mtDNA dei Neanderthal di Cueva del Sidrón in Spagna, ha mostrato che i tre uomini adulti appartenevano alla stessa linea materna, mentre le tre donne adulte appartenevano a linee diverse. Ciò suggerisce una residenza patrilocale, ovvero che fossero le donne a trasferirsi fuori dal proprio gruppo per andare a vivere con il compagno; ipotesi che potrebbe essere confermata che gli abitanti di Cueva del Sidrón avevano problemi fisici, compatibili con le cause di consanguineità o con malattie recessive.
Altri studi condotti sul genoma di individui ritrovati nei monti Altai in Siberia, confermano questa ipotesi, ovvero che la continuità della comunità in uno stanziamento era garantita dagli individui di sesso maschile, e che l'interscambio genitico tra le comunità vicine era garantito dalla migrazione degli individui femminili.
Uno studio del 2014 sul DNA di una donna di Neanderthal, i cui resti sono stati ritorvati nella grotta di Denisova in Russia, dimostra che i suoi genitori erano imparentati al livello di fratellastri, e che l'accoppiamento tra parenti stretti era comune tra i suoi antenati più recenti.
Considerando che la maggior parte dei manufatti dei Neanderthal provengono da non più di 5 km dall'insediamento principale, si ritiene improbabile che questi gruppi interagissero molto spesso tra di loro e la mappatura del loro di Neanderthal, unitamente alle ridotte dimensioni dei loro gruppi e alla scarsa densità di popolazione, potrebbero indicare che avessero una ridotta capacità di reciproca interazione e di commercio.
Tuttavia, alcuni manufatti di Neanderthal di un insediamento potrebbero aver avuto origine tra i 20 e 300 km di distanza. Sulla base di questo dato si è ipotizzato che si siano formati macro-gruppi che funzionavano in modo molto simile ai gruppi delle società di cacciatori-raccoglitori del deserto occidentale dell'Australia. Questi macro-gruppi coprono collettivamente circa 13000 km², con ciascun gruppo che copre tra i 1200 e 2800 km², mantenendo però tra loro forti alleanze per far fronte a carestie, a nemici comuni, e anche per esigenze di accoppiamento.
Per un'altra teoria, sulla base del trasporto di ossidiana fino a 300 km dalla fonte comparate con quanto osservato rispetto nelle moderne popolazioni di raccogliori-cacciatori, è stato ipotizzato che i Neanderthal fossero forse in grado di formare gruppi etnolinguistici geograficamente estesi che comprendevano più di 800 persone, anche se non con la stessa efficacia, a causa di una popolazione complessiva significativamente inferiore.

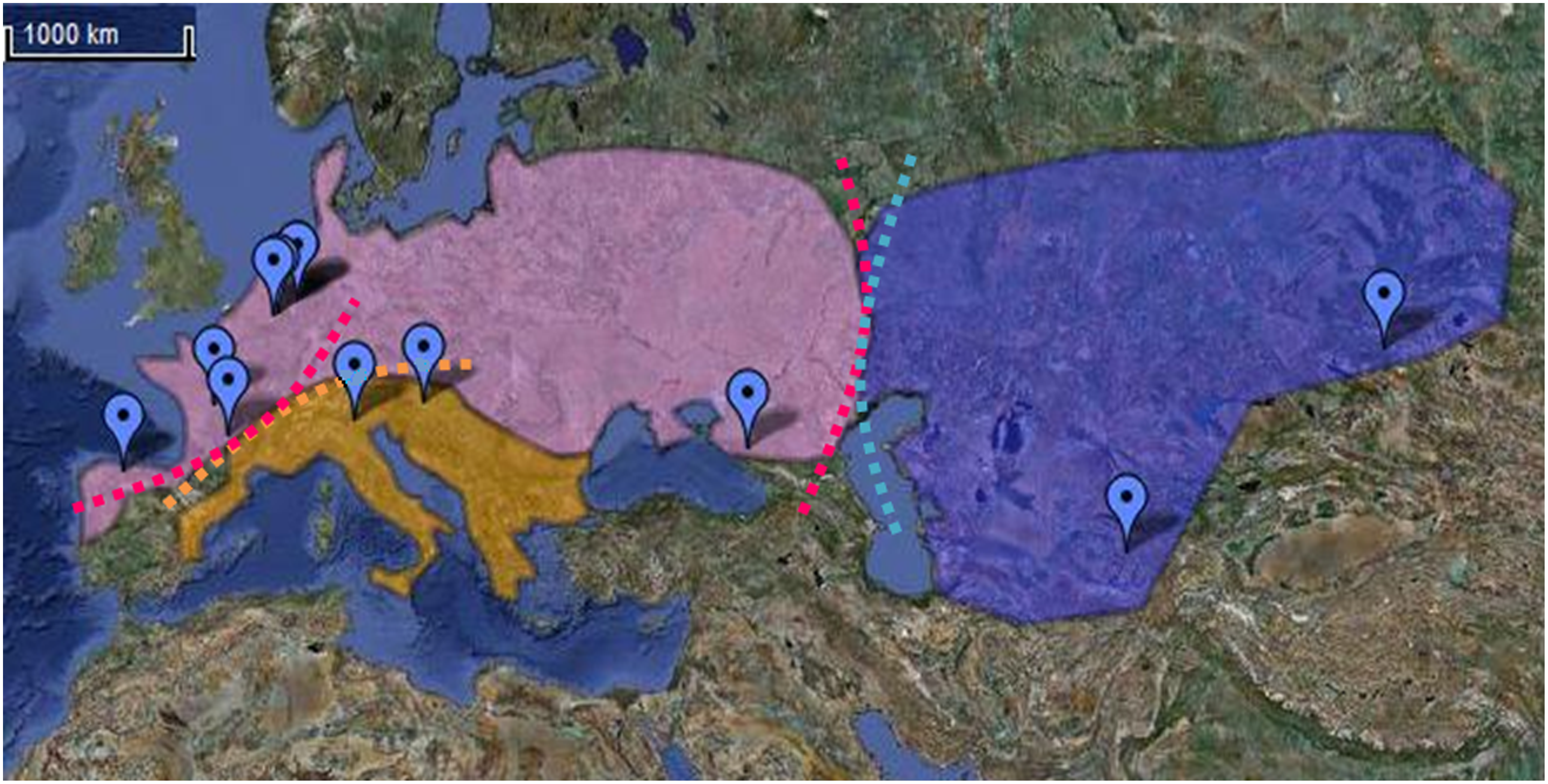
Mappa che mostra 3 distinti gruppi geografici. I punti segnano i luoghi dei ritrovamenti analizzati

Studi basati sulla genetica indicano che esistevano almeno 3 distinti gruppi geografici - Europa occidentale, costa mediterranea e Caucaso orientale - con migrazioni tra queste regioni. La tecnologia litica musteriana dell'Europa occidentale durante l'interglaciazione Riss-Würm può essere raggruppata in 3 distinte macroregioni: Musteriano di tradizione acheuleana nel sud-ovest, della facies Micoquien nel nord-est e Musteriano con strumenti bifacciali (MBT) tra le prime due. L'MBT effettivamente può derivare dalle interazioni e dalla fusione delle due prime culture. I Neanderthal meridionali mostrano differenze anatomiche rispetto alle controparti settentrionali: una mascella meno sporgente, uno spazio più corto dietro i molari e una mascella verticalmente più alta. Questi dati possono far ipotizzare che le comunità di Neanderthal interagissero regolarmente con le comunità vicine all'interno di una regione, ma non così spesso all'esterno della stessa.
Tuttavia, considerando archi temporali più estesi, ci sono evidenze di rilevanti migrazioni intercontinentali. I più antichi esemplari ritrovati nella grotta Mezmaiskaya nel Caucaso e nella grotta di Denisova nei monti Altai siberiani, differiscono geneticamente da quelli trovati in Europa occidentale, mentre gli esemplari di queste grotte, risalenti a epoche successive, hanno profili genetici più simili agli esemplari di Neanderthal dell'Europa occidentale che agli esemplari più antichi dalle stesse località, suggerendo la possibilità che si siano avute migrazioni a lungo raggio.
Allo stesso modo, manufatti e DNA relativi a ritrovamenti nelle grotte di Chagyrskaya e Okladnikov, sempre nei Monti Altai, presentano somiglianze con quelli dei siti neanderthaliani dell'Europa orientale, distanti circa 3000-4000 km di distanza, più che con i manufatti e il DNA dei resti neanderthaliani più antichi della grotta di Denisova, suggerendo due distinti eventi migratori in Siberia.
Sembra che tra i 71-57 mila anni fa i Neanderthal abbiano subito un forte declino della popolazione, e si ipotizza che i territori dell'Europa centrale e del Caucaso furono ripopolati da comunità provenienti dalla Francia orientale o dall'Ungheria, che si dispersero lungo i fiumi Prut e Dnestr.

#### Gerarchia sociale
Alcuni studi ipotizzano che, poiché cacciavano animali pericolosi e vivevano in gruppi di piccole dimensioni, non doveva esistere una divisione del lavoro sulla base del genere o dell'età, come invece si osserva nelle moderne società di cacciatori-raccoglitori. Cioè, uomini, donne e bambini, erano tutti ugualmente impegnati nelle attività legate alla caccia. Tuttavia si è anche osservato, sempre in comparazione con gruppi di moderni cacciatori-raccoglitori, che dove maggiore è la dipendenza dalla carne, maggiore è la suddivisione del lavoro. Inoltre, le evidenze sull'usura dei denti negli uomini e nelle donne di Neanderthal, sembrano suggerire che usassero i denti anche per trasportare oggetti, ma con delle differenze tra uomini e donne; mentre i primi mostrano una maggiore usura dei denti superiori, le donne le presentano per quelli inferiori, causate da differenze culturali, legate ai compiti all'interno del gruppo sociale.
Controversa è la teoria che alcuni Neanderthal indossassero abiti decorativi o gioielli, come una pelle di leopardo o piume di rapace, a dimostrazione dello status elevato all'interno del gruppo. Si ipotizzava che il piccolo numero di tombe di Neanderthal trovate fosse dovuto al fatto che solo i membri di alto rango avrebbero ricevuto un'elaborata sepoltura, come nel caso di alcuni gruppi di moderni cacciatori-raccoglitori. Trinkaus ipotizzò che agli anziani di Neanderthal fossero dati speciali riti di sepoltura in virtù dell'eccezionalità della loro età in un contesto di alti tassi di mortalità. Per una teoria alternativa, sarebbero giunte a noi relativamente poche sepolture di Neanderthal a causa dell'attività degli orsi. La circostanza che siano state ritrovate 20 sepolture di Neanderthal di età inferiore ai 4 anni, un terzo di tutte le tombe conosciute, potrebbe indicare una maggiore rilevanza dei riti funebri per i bambini rispetto a quelle per individui di altre fasce di età.
Sulla base di osservazioni fatte rispetto a scheletri di Neanderthal recuperati da diversi rifugi rocciosi naturali, è stato rilevato che, sebbene siano state riscontrati diversi tipi di lesioni legate a traumi, nessuno di queste riconduceva a traumi significativi alle gambe che avrebbero debilitato il movimento. Questo fatto è stato interpretato come prova che gli individui debilitati, che non potevano stare al passo all'interno di un gruppo che si spostava per le attività di caccia e raccolta del cibo, venivano abbandonate dal gruppo. Per contro, ci sono esempi di individui con lesioni altamente debilitanti, curati per diversi anni, e la cura data agli individui più vulnerabili all'interno della comunità era già presente tra gli individui della specie Homo heidelbergensis.

### Cibo

#### Caccia e raccolta
Inizialmente considerati tra gli animali necrofagi, attualmente i Neanderthal sono considerati tra i cosiddetti superpredatori.
Vivendo in ambienti boscosi, probabilmente i Neanderthal cacciavano tendendo imboscate, avvicinandosi e attaccando rapidamente il loro bersaglio, preferibilmente esemplari adulti, con delle lance utilizzate a distanza ravvicinata. Studi sugli animali cacciati suggeriscono che fossero cacciati sia animali adulti che giovani; i primi attraverso strategie di caccia selettive che probabilmente venivano condotte in gruppo, i secondi tramite la caccia all'incontro o la caccia all'imboscata non selettiva, in base all'abbondanza di animali da preda e alle probabilità di incontro tra prede e cacciatori. Controversa è l'ipotesi che l'accumulo di ossa di mammut nel sito archeologico di La Cotte de St Brelade sull'isola di Jersy, dimostri l'uso di una strategia di caccia di gruppo, per la quale le prede sarebbero state fatte intenzionalmente cascare da un dirupo; per un'altra ipotesi, il ritrovamento dimostrerebbe soltanto che nel sito vi è stato un accumulo nel tempo di ossa di mammut.
Sembra che mangiassero prevalentemente ciò che trovavano in abbondanza nei loro immediati dintorni, con le comunità di abitanti nelle steppe che si nutrivano quasi interamente della carne di selvaggina di grandi dimensioni, le comunità abitanti le foreste che consumavano una vasta gamma di piante e piccoli animali, e le comunità vicino al mare che si nutrivano anche con risorse acquatiche.
I Neanderthal avrebbero comunque dovuto seguire una dieta sufficientemente varia per prevenire carenze di nutrienti e avvelenamento da proteine, specialmente in inverno, quando presumibilmente mangiavano principalmente carne magra. Qualsiasi cibo con un alto contenuto di altri nutrienti essenziali non forniti dalla carne magra sarebbe stato un componente vitale della loro dieta, come cervelli ricchi di grassi, organismi di stoccaggio sotterranei ricchi di carboidrati (compresi radici e tuberi), o, come accade per i moderni Inuit, il contenuto dello stomaco di prede erbivore. I resti fecali di Neanderthal proveniente da El Salt, in Spagna, datati a 50 000 anni fa - i resti più antichi di questo tipo - dimostrano che questi ominidi seguivano una dieta principalmente a base di carne ma con una componente significativa di piante.
Per quanto riguarda la carne, sembra che si nutrissero prevalentemente di mammiferi ungulati, come cervi rossi e renne, anche perché questi due animali costituivano la selvaggina più abbondante, oltre che di altri grandi animali del Pleistocene, come: stambecchi, cinghiali, uri, mammut, elefanti dalle zanne dritte, rinoceronti lanosi e altri ancora. L'analisi del collagene osseo dei resti neanderthaliani ritrovati nella grotta di Vindija, in Croazia, dimostra che quasi tutto il loro fabbisogno proteico derivava dalla carne animale.
Nella penisola iberica, in quella italiana e nelle coste del Peloponneso i Neanderthal sfruttavano anche le risorse marine; nella Grotta di Bajondillo in Spagna, ci sono evidenze che si cibassero anche di crostacei. Nella Grotta di Vanguard, Gibilterra, gli abitanti consumavano la foca monaca mediterranea, il delfino comune, il delfino tursiope comune, il tonno rosso, l'orata e il riccio di mare porpureo, mentre gli abitanti neandertaliani della Gruta da Figueira Brava, in Portogallo, si cibavano di molluschi, granchi e pesci. Altre evidenze dello stesse genere sono quelle della Grotte di Castelcivita in provincia di Salerno, dove sono stati rinvenuti resti di squalius squalus, trote e anguille, di Abri du Maras in Francia, dove i resti rinvenuti erano di pesce persico, e della Grotta di Kudaro in Russia, dove sono stati ritrovati resti di salmone del mar Nero.
Diversi traumi ossei nelle articolazioni delle gambe sembrano suggerire un accovacciamento abituale, che, se del caso, è stato probabilmente fatto durante la raccolta del cibo. Resti commestibili di piante e funghi sono stati ritrovati in varie grotte. Sulla base del tartaro ritrovato sui resti dentali si ipotizza che i Neanderthal che abitavano la Cueva del Sidrón, in Spagna, non mangiassero carne, ma si sostentassero con una dieta a base di funghi, pinoli e muschio, indicazione che li pone tra i raccoglitori abitatori di foreste. Resti provenienti dalla Grotta di Amud in Israele, indicano una dieta a base di fichi, frutti di palma, cereali ed erbe commestibili. Le evidenze della Grotte di Spy in Belgio, dimostrano il consumo, oltre che di carni animali, di funghi. Evidenze di alimenti vegetali cotti - principalmente legumi e, in misura molto minore, ghiande - sono state scoperte nella grotta di Kebara, in Israele; si ipotizza che i suoi abitanti raccoglievano piante in primavera e in autunno, e cacciavano in tutte le stagioni tranne l'autunno. Nella grotta di Shanidar, in Iraq, i Neanderthal hanno raccolto piante che maturano in diverse stagioni dell'anno; da questo si rileva che avevano programmato il ritorno nell'area per raccogliere determinate piante e che avevano complessi comportamenti di raccolta del cibo in relazione alla loro maturazione.

#### Preparazione del cibo
Alcuni studi ipotizzano che i Neanderthal utilizzassero diversi metodi di cottura, per arrostire o riscaldare il cibo o anche bollirlo per preparare zuppe, stufati o brodi. L'abbondanza di frammenti ossei di animali negli insediamenti neandertaliani potrebbe indicare la formazione di scorte di grasso dal midollo osseo in ebollizione. Questo metodo avrebbero potuto aumentare il consumo di grassi, per coprire l'importante fabbisogno nutrizionale, con un basso apporto di carboidrati e un'elevata assunzione di proteine. La dimensione dei denti di Neanderthal ha iniziato a rimpicciolirsi circa 100000 anni fa; questo potrebbe indicare un maggiore ricorso alla cottura del cibo o l'avvento della bollitura, tecniche che avrebbero ammorbidito il cibo.
Nella Grotta di Sidrón, in Spagna, i Neanderthal probabilmente cucinavano e forse affumicavano il cibo, così come usavano alcune piante, come l'achillea e la camomilla, come condimento, sebbene queste piante potessero invece essere state usate per le loro proprietà medicinali. Nella Grotta di Gorham, Gibilterra, i Neanderthal potrebbero aver arrostito pigne per prendere i pinoli.
Si ipotizza che i resti di 23 cervi rossi, 6 stambecchi, 3 uri e 1 capriolo ritrovati nella Grotta di Lazaret, in Francia, siano stati cacciati in un'unica stagione di caccia; le carcasse sarebbero poi state trasportate nella grotta e qui macellate. Una così grande quantità di cibo da consumare prima del suo deterioramento, presuppone che i Neanderthal sapessero come conservare il cibo prima dell'arrivo dell'inverno. Se dimostrata, sarebbe la più antica testimonianza della conoscenza di tecniche per la conservazione di cibo.
Nel caso di molluschi, che si deteriorano molto rapidamente, era necessario che i Neanderthal sapessero cucinarli o conservarli in qualche modo subito dopo la raccolta. A Cueva de los Aviones, in Spagna, i resti di molluschi commestibili sembra indicare che questi, dopo essere stati raccolti, fossero tenuti in vita fino al loro consumo grazie ad alghe imbevute d'acqua.
Nello scavo di Riparo Bombrini, nel sito dei Balzi Rossi in Liguria, e in quello delle Grotte di Castelcivita in Campania, sono stati ritrovati pestelli per macinare i cereali, datati a circa 40 000 anni a.C., ovvero circa 30 000 anni prima del periodo in cui si pensa l'Homo sapiens abbia iniziato a praticare l'agricoltura.

#### Competizione per il cibo
La competizione per il cibo con i grandi predatori dell'era glaciale era piuttosto alta. I leoni delle caverne probabilmente cacciavano cavalli, grandi cervi e bovini selvatici e i leopardi delle caverne principalmente renne e caprioli, gli stessi animali predati abbondantemente dai Neanderthal. Per difendere le prede di caccia da questi feroci animali, i Neanderthal avrebbero potuto ricorrere a comportamenti di gruppo che comportavano urla, l'agitare delle braccia o lancio di pietre. Tuttavia i Neanderthal dovevano essere in grado di attaccare questi grandi predatori, come dimostrano i resti di lupi, leoni delle caverne e orsi delle caverne ritrovati nella Grotta di Spy in Belgio.
I Neanderthal e le iene delle caverne prendevano di mira gli stessi gruppi di animali - cervi, cavalli e bovini, anche se i Neanderthal cacciavano principalmente i cervi, le iene, i cavalli e i bovini. In questo caso i resti di animali sembrano indicare che, mentre gli ominidi preferivano cacciare gli individui più grandi e in salute, le iene delle caverne cacciavano le prede più deboli o più giovani. Ci sono prove infine che le iene delle caverne abbiano predato cibo e avanzi dagli accampamenti di Neanderthal, come anche essersi cibati dei corpi morti di Neanderthal.

#### Cannibalismo
Sono state trovate alcune evidenze che sembrano indicare che i Neanderthal praticassero il cannibalismo, come sembrano indicare i resti di Krapina in Croazia, della Grotta di Sidrón in Spagna e della Grotte de Moula-Guercy in Francia.
Per i cinque uomini di Neanderthal cannibalizzati, ritrovati nelle Grotte di Goyet in Belgio, ci sono prove che gli arti superiori sono stati disarticolati, gli arti inferiori scarnificati e anche fracassati, probabilmente per estrarre il midollo osseo, la cavità toracica sventrata e la mascella smembrata. Ci sono anche prove che i macellatori abbiano poi utilizzato alcune ossa per ritoccare i propri strumenti. La lavorazione della carne di Neanderthal alle Grottes de Goyet è simile a quella utilizzata per lavorare le carni dei cavalli e delle renne. Più di un terzo dei resti dei Neanderthal ritrovati a Marillac-le-Franc, in Francia, mostra chiari segni di macellazione e la presenza di denti digeriti indica che i resti dei corpi furono abbandonati e mangiati, probabilmente da iene.
Queste episodi di cannibalismo sono stati variamente spiegati; si ipotizza che si trattasse di azioni rituali, di scarnificazioni pre-sepoltura per prevenire possibili predazioni da parte di animali necrofagi o cattivi odori, di conseguenze di atti di guerra, come anche di atti derivanti da necessità di alimentazione. A causa del limitato numero di evidenze ritrovate, probabilmente il cannibalismo non era una pratica comune e potrebbe essere verificato solo in periodi di estrema scarsità di cibo, come anche si è verificato in alcuni casi della storia umana.

### Tecnologia
Nell'industria litica compare la nuova tecnica di scheggiatura levalloisiana (da Levallois alla periferia di Parigi). Da un nucleo litico iniziale, sgrossato fino a portarlo a una forma biconvessa, lateralmente su una faccia si staccano parallelamente a un piano di base schegge di forma regolare. Questa tecnica evolve e le forme chiamate amigdale (a mo' di mandorla) dell'Acheuleano scompaiono, anche se a sud del Sahara continuerà fino al 50 000 a.C. circa.
In Europa, territorio principale del Neanderthal, si parla di cultura musteriana, da ritrovamenti a Le Moustier, in Dordogna. Abbiamo punte triangolari, raschiatoi (per la preparazione delle pelli) molto rifiniti, dal bordo tagliente finemente ritoccato. Il Musteriano si articola in diverse culture, geografiche e cronologiche (Musteriano di tradizione acheuleana, Musteriano tipico, Musteriano denticolato, Charentiano, Musteriano pontiniano nel Lazio eccetera).
Pare accertato, con qualche residua incertezza, il passaggio successivo al Castelperroniano, con reperti affidabilmente attribuiti ai Neandertaliani come lamette litiche, manufatti in osso e ornamenti per il corpo.
Il Neandertal possedeva la tecnologia necessaria a confezionare indumenti; a tale scopo utilizzava prevalentemente pelli, per la concia delle quali costruiva utensili quali i raschiatoi musteriani. Le zone climatiche frequentate imponevano sicuramente l'uso di coperture e possiamo rappresentare il Neandertal tipico prevalentemente vestito.
Le culture litiche che poi evolveranno (Castelperroniano, Aurignaziano e molto dubbiosamente Gravettiano, condivise sicuramente dai sapiens) sono quindi tuttora allo studio per la sicura eventuale attribuzione ai Neandertal; pare, con buona significatività, accertato il primo passaggio.
In sintesi e a grandi linee, si può dire che la cultura neandertaliana dominante fu il Musteriano e che il limite convenzionale (attuale) superiore si situa fra il Castelperroniano e l'Aurignaziano. Molto diffuso era l'utilizzo delle pelli, anche per la costruzione di ripari estivi all'aperto, contrapponendosi alla pratica troglodita invernale. Si ritrovano strutture di pietre o di ossa atte ad assicurare i bordi delle pelli al suolo.
Fin dal Paleolitico medio, la pece di betulla fu largamente utilizzata dagli Uomini di Neanderthal come collante. Uno studio del 2019 ha dimostrato come queste prime produzioni di pece fossero realizzate attraverso una tecnica relativamente semplice, utilizzando dei focolari a cielo aperto.
Nel complesso, la tecnologia dell'Homo neanderthalensis  può riassumersi in:
- Asce a mano o amigdale: sono il resto di grossi noduli di selce, scheggiati ai bordi per ricavarne schegge più piccole.
- Punte di selce: da usare immanicate su pesanti bastoni usati come lance nella caccia a grossi animali.
- Denticolati, cioè schegge di selce senza punta col margine dentellato: sarebbero primitive seghe a mano, usate per lavorare legno, ossa e tendini.
- Raschiatoi: sono dei coltelli di selce da usare senza manico, per tagliare la carne.
- Flauti, cioè ossa lunghe forate, che sarebbero una sorta di accendini: nei fori venivano sfregati bastoncini di legno per accendere paglia e altro materiale infiammabile.

### Arte

#### Ornamenti
Si segnala la capacità simbolica e artistica, che ha portato all'uso, almeno episodico, di monili e pendagli.
I Neanderthal usavano l'ocra, un pigmento di terra argillosa. L'ocra è ben documentata in un periodo compreso tra 60 a 45 mila anni, con un primo reperto, risalente a 250-200 mila anni, scoperto a fa da Maastricht-Belvédère, Paesi Bassi. È stato ipotizzato che venisse utilizzato come colorante per il corpo e le analisi dei pigmenti di Pech de l'Azé, in Francia, indicano che sono stati applicati a materiali morbidi, come una pelle animale o umana.

#### Musica

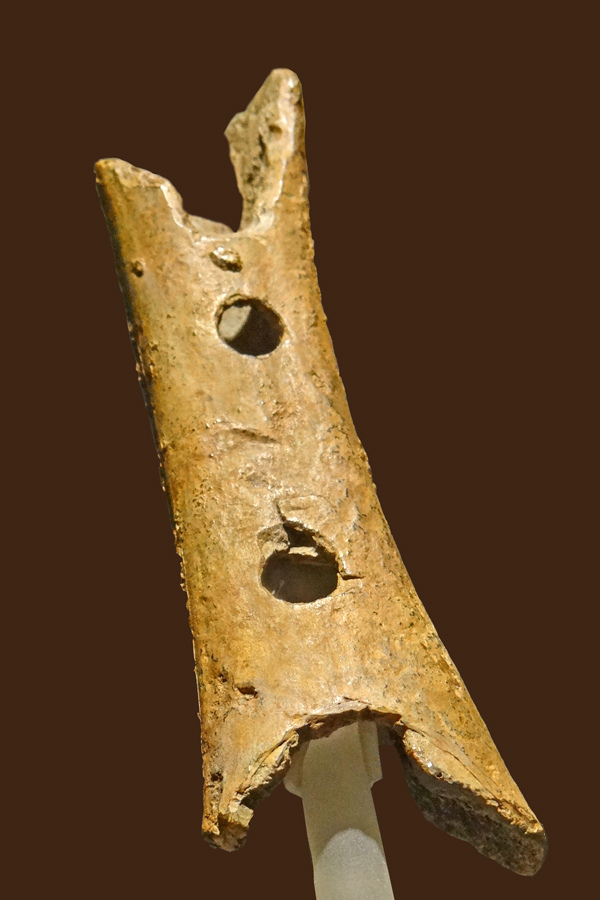
Flauto di Divje Babe

Forse (gli studi sono ancora in corso), con gli H. neanderthalensis si ha il primo esempio di strumento musicale non a percussione, ma intonato (in dettaglio, con quattro note compatibili, con la naturale scala diatonica greca), grazie al ritrovamento del cosiddetto flauto di Divje Babe (in Slovenia): un frammento di femore di orso delle caverne perforato regolarmente. Inizia anche l'arte figurativa in senso stretto, considerata prerogativa di H. sapiens, ma dalla stratigrafia recentemente attribuita anche agli H. neanderthalensis.

#### Attività simbolica
Un articolo pubblicato su Proceedings of the National Academy of Sciences il 13 novembre 2012 a cura di un gruppo del Department of Human Evolution, Max Planck Institute for Evolutionary Anthropology di Lipsia, getta nuova luce sulla sempre più probabile attività simbolica e artistica dei Neandertal nel passaggio dal Paleolitico medio (MP) a Paleolitico superiore (UP), periodo caratterizzato dalla sostituzione degli ultimi Neandertal con gli esseri umani moderni in Europa tra 50 000 e 40 000 anni fa.

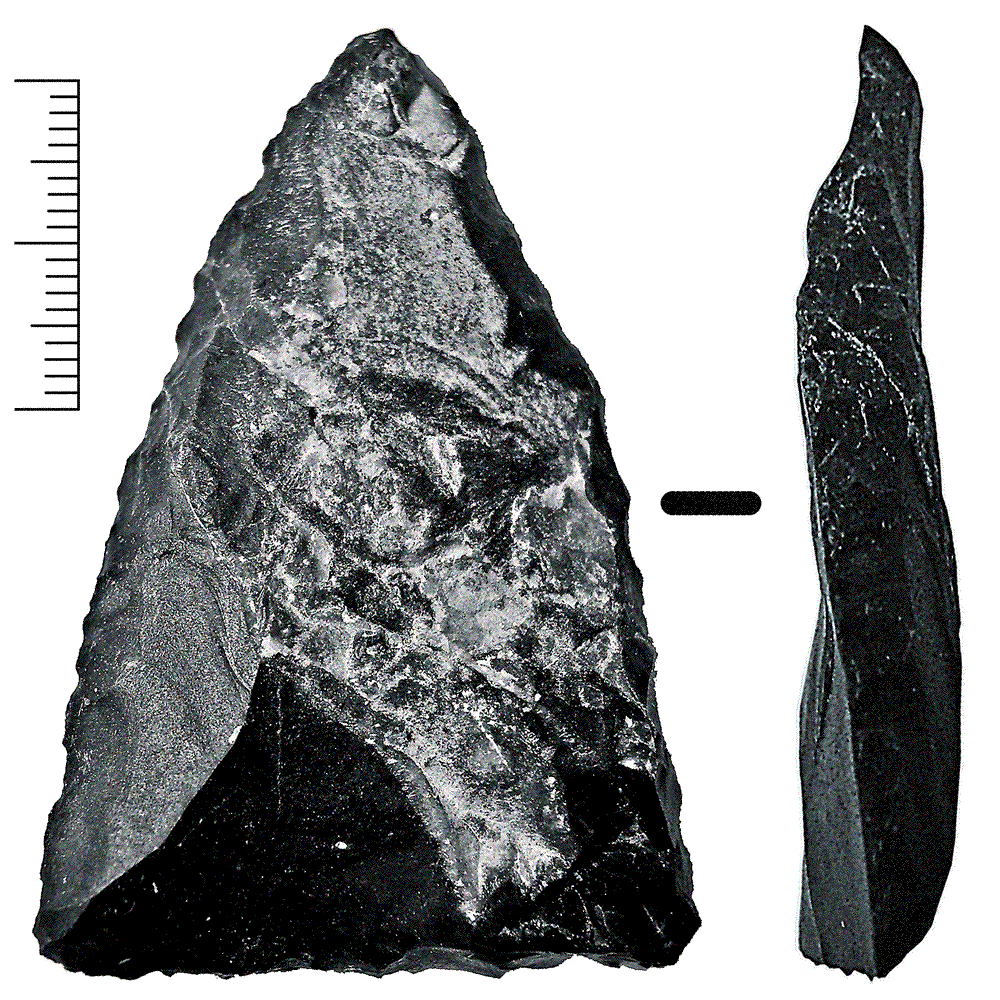
Punta musteriana

### Linguaggio
Il grado di complessità del linguaggio è difficile da stabilire, ma dato che i Neanderthal raggiunsero una certa complessità tecnica e culturale, è ragionevole presumere che fosse abbastanza articolato, senza però essere paragonabile a quello moderno. Probabilmente era necessario un linguaggio comunque complesso adatto per sopravvivere a un ambiente ostile, con i Neanderthal che necessitavano di comunicare su argomenti come luoghi, caccia e raccolta e tecniche di fabbricazione di strumenti.
Il gene FOXP2 è un gene implicato nello sviluppo delle abilità linguistiche. Questo gene, FOXP2, era presente nei Neanderthal, ma non nella forma dell'attuale variante umana.
I resti di Neanderthal dimostrano l'estesa presenza nell'emisfero cerebrale dell'area di Broca, la cui funzione è coinvolta nell'elaborazione del linguaggio; ma su un gruppo di 48 geni che si crede influenzino il substrato neurale del linguaggio, 11 presentano differenze, in termini di metilazione del DNA, con i moderni geni umani, che fanno pensare come le capacità linguistiche fossero comunque inferiori a quelle dell'uomo moderno.
Nel 1971 lo scienziato cognitivo Philip Lieberman provò a ricostruire le corde vocali dei Neanderthal, concludendo che erano simili a quelle di un neonato; il Neandertal era incapace di produrre una vasta gamma di suoni del linguaggio a causa delle grandi dimensioni della bocca, delle piccole dimensioni del cavità faringea e della mancanza di una laringe discendente. Affermò che i Neadertaliani erano anatomicamente incapaci di produrre i suoni /a/, /i/, /u/, /ɔ/, /g/ e /k/ e quindi non avevano la capacità di parlare in modo articolato, sebbene fossero in grado di parlare a un livello superiore rispetto ai primati non umani. Secondo altri studi tuttavia, la mancanza di una laringe discendente, non comporterebbe necessariamente una ridotta capacità vocalica, invalidando quindi i risultati degli studi di Lieberman.
Nel 1983 la scoperta che il fossile Neanderthalian denominato Kebara 2 presentasse un osso ioide – utilizzato nel processo di fonazione – quasi identico a quello dell'uomo moderno, ha permesso di ipotizzare che i Neanderthal fossero in grado di parlare. Anche, gli ominidi ancestrali ritrovati nel sito archeologico di Atapuerca avevano lo ioide e ossa dell'orecchio simili a quelli umani, il che potrebbe suggerire la prima evoluzione del moderno apparato vocale umano. Tuttavia, lo ioide da solo non fornisce una definizione definitiva dell'anatomia del tratto vocale, e quindi non prova inequivocabilmente la capacità linguistica dei Neanderthal.
Studi successivi, volti a confutare la teoria di Lieberman, hanno ricostruito l'apparato vocale di Neanderthal, come paragonabile a quello dell'uomo moderno, con un repertorio vocale simile.
Nel 2015 Lieberman ha ipotizzato che i Neanderthal fossero capaci di linguaggio sintattico, sebbene incapaci di padroneggiare alcun dialetto umano.

### Religione
Sembra assodato che i Nehadertaliani avessero propri riti funebri come la scoperta dell'homo noto come La Chapelle-aux-Saints 1 in Francia sembrava già aver dimostrato all'epoca del suo ritrovamento nel 1908, e come confermato da più recenti studi del 2013.
Abbondanti tracce di ocra rossa fanno pensare a usi rituali e religiosi. Anche in tale ottica, si evidenzia l'inumazione come pratica diffusa, in fosse di forma ovale, con corredi funerari (cibo, corna e strumenti litici), spesso ricoperte da lastroni per sottrarre i corpi alle fiere, deposizioni di fiori (studi sui pollini in ritrovamenti in Asia Minore). Il fuoco, in cerchi di contenimento di pietre, è largamente utilizzato.
Secondo una ricerca in corso nel sito della grotta di Bruniquel in Francia, gli H. neanderthalensis avrebbero realizzato, all'incirca 175 000 anni or sono, strutture complesse (la cui funzione è ancora oggetto di indagine) utilizzando stalagmiti appositamente spezzate e poi disposte in formazioni concentriche, dimostrando un'avanzata capacità organizzativa, costruttiva e, forse, simbolica.
João Zilhão, professore all'Università di Lisbona, ha affermato che i Neanderthal avevano la capacità di usare simboli e pensare in modo astratto, basandosi sulle grotte in Spagna.

## Ibridazione

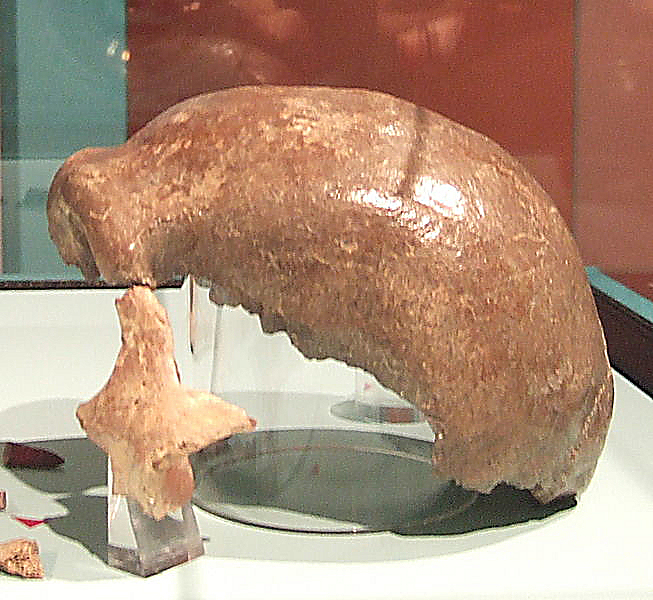
I frammenti ossei del primo uomo di Neandertal ritrovato nella omonima località

I primi studi sul DNA dei Neanderthal del 2006 non avevano dato alcuna evidenza che vi fosse stata ibridazione tra i genomi degli H. sapiens e dei Neanderthal.
Nel novembre 2006, un nuovo articolo viene pubblicato sulla rivista scientifica Proceedings of the National Academy of Sciences, dove un gruppo di ricerca europeo ripropone il tema dell'ibridazione.
Contemporaneamente il 16 novembre 2006 Science Daily pubblica la tesi opposta, elaborata dal Berkeley Lab e dal Joint Genome Institute, secondo cui non vi sarebbero evidenze di incroci tra i due gruppi umani e la sovrapposizione genetica non supererebbe il 99,5 %.
Edward Rubin, direttore di entrambi gli istituti, conclude:
Uno studio del 2010 suggerisce, tra alcune ipotesi probabili relative alla vicinanza genetica tra H. neanderthalensis e H. sapiens, che ibridazioni fra i due possano avere avuto luogo nel Vicino Oriente all'incirca tra 80 000 e 50 000 anni fa, per la presenza nell'uomo contemporaneo di una percentuale compresa tra l'1 e il 4 % di materiale genetico specificamente neandertaliano. Tali tracce genetiche sono presenti negli eurasiatici e nei nativi americani, ma non negli africani subsahariani: ciò suggerisce, tra almeno quattro diverse ipotesi, che l'ibridazione possa avere avuto luogo nei primi stadi della migrazione della specie umana fuori dall'Africa, presumibilmente quando venne a contatto con i Neanderthal che vivevano nel Vicino Oriente, circa 80 000 anni or sono.
Le più remote tracce di ibridazione attualmente rinvenute, sono quelle ritrovate nel DNA della cosiddetta donna di Zlatý kůň, che risalgono a 45000 anni fa.
Uno studio del 2016 ha esaminato sequenze genomiche arcaiche in un campione di esseri umani moderni di tutto il mondo, inclusi 35 individui delle isole della Melanesia. Tutti i genomi non africani esaminati, compresi quelli delle popolazioni dell'Oceania, contenevano DNA di Neandertal, ma una componente denisovana significativa è stata trovata solo nei melanesiani; sulla base di questa evidenza si ipotizza che i Neanderthal (fuori dall'Africa) si sono ibridati più volte con gli esseri umani, mentre i Denosivani si sarebbero ibridati con l'H. sapiens in un'unica circostanza, con gli antenati dei moderni Melanesiani..
Uno studio del 2020 afferma che circa 50 000 anni fa, mentre Homo sapiens si diffondeva fuori dell'Africa, avvennero accoppiamenti fertili con popolazioni neandertaliane e denisoviane sino al loro assorbimento e sostituzione con popolazioni tipicamente sapiens ma nel cui genoma rimase traccia dell'avvenuta mescolanza genetica. In particolare i geni trasmessi all'uomo moderno ne influenzerebbero l'anatomia facciale, la pelle, i capelli, il sistema immunitario e quello nervoso.
Lo studio del DNA antico dei resti fossili di un H. sapiens vissuto oltre 37000 anni fa nel sito di Kostënki (K14) in Russia, dove la mescolanza genetica tra le due specie è risultata essere percentualmente superiore a quella ritrovata in altri resti fossili, ha permesso di stimare l'epoca della mescolanza tra H. sapiens e neandertaliani a circa 54000 anni fa.
Un articolo sulla rivista Nature stima la divergenza a 516 000 anni, dove le prove paleontologiche, sufficientemente concordi, mostrano un periodo di 400 000 anni. Svante Pääbo ha proposto un progetto per la ricostruzione totale del patrimonio genetico di Homo neanderthalensis.
La più accurata analisi molecolare condivisa a livello internazionale e attualmente confermata, stima che l'H. sapiens e l'H. neanderthalensis si separarono non più di 800 000 anni fa e non vi sono ancora prove evidenti accettate dalla maggioranza della comunità scientifica su un eventuale ricongiungimento. Attualmente la comunità scientifica, sulla base di alcuni studi di Svante Pääbo dell'Istituto Max Planck di Lipsia, considera comunque possibile tra le varie ipotesi, un ricongiungimento genetico tra le due specie, sulla base della presenza, nel genoma di parte della popolazione umana attuale (esclusi gli africani), di circa l'1-4% di materiale genetico compatibile con quello neandertaliano.
In un successivo articolo del 2012 viene proposta una datazione più precisa dell'ultimo periodo di scambio di geni tra Neandertal e umani moderni (H. sapiens sapiens), che si sarebbe verificata 47000-65000 anni fa.

## Nella cultura di massa
- Nella serie a fumetti Martin Mystère, creata da Alfredo Castelli ed edita dalla Bonelli, Java, il compagno di avventure del protagonista, è un uomo di Neandertal appartenente a una tribù della Mongolia, unica sopravvissuta all'estinzione della specie. Le caratteristiche fisiche sono leggermente differenti dalla realtà, in particolare è più alto e molto prestante fisicamente, mentre permane la caratteristica del mutismo, infatti Java si esprime con suoni gutturali e a gesti, aiutandosi anche con la lingua dei segni.
- In Far Cry Primal, gli Udam sono descritti come neandertaliani, benché questi fossero già estinti.
- In Topolino all'età della pietra (The Land of Long Ago), riduzione a fumetti del romanzo Il mondo perduto di Arthur Conan Doyle, il professor Ossivecchi ha come assistente Oompa, un uomo di Neanderthal, che si esprime a gesti e al quale il professore ha insegnato qualche parola.[205]

Numerosi romanzi e racconti vedono tra i protagonisti uno o più Neandertaliani:
- Jean M. Auel, Ayla figlia della Terra.
- L. Sprague de Camp, L'uomo nodoso [The gnarly man], 1939.
- Lester del Rey, Il giorno è compiuto [The Day Is Done], 1939.
- William Golding, Uomini nudi [The Inheritors], 1955.
- John Grant, Le avventure di Pokonaso [Littlenose], 1968. e seguiti.
- Michael Crichton, Mangiatori di morte [Eaters of the Dead], 1976.
- Robert J. Sawyer, Trilogia dei Neanderthal (Neanderthal Parallax), 2002-2003.
- Isaac Asimov e Robert Silverberg, Il figlio del tempo [The Ugly Little Boy], 1992, basato sull'omonimo racconto di Asimov del 1958
- Stanis Mulas, L'uomo dei Balzi Rossi, 1988.
- Ben Bova, Orion, 1984.

Nel cinema:
- La guerra del fuoco (La guerre du feu) di Jean-Jacques Annaud (1981)
- Il 13º guerriero di John McTiernan (1999), adattamento cinematografico di Mangiatori di morte di Crichton
- L'era glaciale di Chris Wedge (2002)
- Una notte al museo di Shawn Levy (2006)
- Una notte al museo 2 - La fuga di Shawn Levy (2009)
- Ao, l'ultimo dei Neanderthal di Jacques Malaterre (2010)
- I Croods di Kirk DeMicco e Chris Sanders (2013)
- Una notte al museo 3 - Il segreto del faraone di Shawn Levy (2014)
- Il viaggio di Arlo di Peter Sohn (2015)